# Blanchardiscus
Blanchardiscus är ett släkte av steklar. Blanchardiscus ingår i familjen sköldlussteklar.
Kladogram enligt Catalogue of Life:
| Blanchardiscus | \| \| Blanchardiscus pollux \| \| \| \| \| \| Blanchardiscus scutellaris \| \| \| \| |
|                | \| \| Blanchardiscus pollux \| \| \| \| \| \| Blanchardiscus scutellaris \| \| \| \| |
|                | Blanchardiscus pollux                                                                |
|                |                                                                                      |
|                | Blanchardiscus scutellaris                                                           |
|                |                                                                                      |